# 全头类
全头亚纲（学名：Holocephali）是软骨鱼纲下的亞綱，头大而侧扁，鳃裂4对。上颌骨与脑颅愈合，故称全头类。舌弓完全，无鳞，胸鳍宽大，尾鳍细长，雄性具交接器。现存种类多半棲息於海洋的中底層，並以底棲無脊椎動物為食。
现存全头亚纲只有一目，分三科：
- 银鲛目 Chimaeriformes
  - 短鼻銀鮫科 Chimaeridae
  - 鋤吻銀鮫科 Callorhynchidae
  - 長吻銀鮫科 Rhinochimaeridae